# Nagroda im. Ireny i Franciszka Skowyrów
Nagroda im. Ireny i Franciszka Skowyrów (zwana "Lubelskim Noblem") – nagroda przyznawania za prace naukowe związane ze środowiskiem KUL oraz badania polonijne (historia, filozofia, kultura i teologia) przez Instytut Badań Polonijnych Katolickiego Uniwersytetu Lubelskiego. Nagradzane są prace prezentujące m.in. wkład kościoła i duchowieństwa w rozwój kultury narodowej, walkę o wolność i niepodległość Polski, sprawiedliwość społeczną i prawa człowieka.
Inicjatorem idei nagrody był prof. dr hab. Czesław Bloch (ur. 1 listopada 1927 r., zm. 3 kwietnia 2000 r.) przez długi okres związany z Katolickim Uniwersytetem Lubelskim. Została ona ufundowana przez działaczy polonijnych w Stanach Zjednoczonych Irenę i Franciszka Skowyrów w 1980 r. Po raz pierwszy przyznano ją w 1981 r.
Nagroda wręczana jest corocznie w maju w Trybunale Koronnym w Lublinie przez rektora KUL.
Do tej pory wyróżniono naukowców z KUL i UMCS, jak również reprezentantów środowisk akademickich z Gdańska, Poznania, Warszawy, Wrocławia, Londynu, Paryża czy Rzymu. 
Do 1997 r. wyłoniono 34 laureatów, a do 2002 r. - 60 osób.
Laudacje laureatów Nagrody im. Ireny i Franciszka Skowyrów zawarte są w publikacji  Edwarda Walewandra pt. "Człowiek i książka".

## Laureaci
Nagrodę otrzymali m.in.:
- 2000 - biskup Bohdan Bejze
- 2000 - prof. Artur Kijas (Uniwersytet im. Adama Mickiewicza);
- 2001 - prof. Janusz Homplewicz z WSP w Rzeszowie;
- 2001 - prof. Andrzej Chodubski z Uniwersytetu Gdańskiego;
- 2001 - ks. Henryk Krukowski;
- 2001 - ks. Władysław Szulist;
- 2001 - Waldemar Witold Żurek SDB;
- 2001 - prof. Grażynie Karolewicz (nagroda specjalna za całokształt pracy naukowej dotyczącej historii KUL);
- 2002 - dr John Grondelski (Ambasada Stanów Zjednoczonych w Warszawie);
- 2002 - ks. prof. Józef Niewiadomski (Uniwersytet Leopolda Franciszka w Innsbrucku);
- 2002 - prof. Jan Mazur (Uniwersytet Marii Curie-Skłodowskiej w Lublinie);
- 2002 - Wanda i Romuald Mieczkowscy z Wilna;
- 2004 - Dr Krzysztof Czubara;
- 2004 - prof. Władysław Miodunka (Uniwersytet Jagielloński);
- 2004 - Ryszard Badowski;
- 2004 - ks. dr Józef Szymański (Katolicki Uniwersytet Lubelski);
- 2004 - dr Dariusz Matelski (Uniwersytet im. Adama Mickiewicza);
- 2005 - ks. Martynian Darzycki,
- 2006 - Helena i Stanisław Manterys;
- 2006 - Wanda Ellis;
- 2006 - John Roy-Wojciechowski;
- 2008 - Biuro Edukacji Publicznej Instytutu Pamięci Narodowej[6];